# سی² قنطورس
سی² قنطورس یک ستاره است که در صورت فلکی قنطورس قرار دارد.